# Onekotan

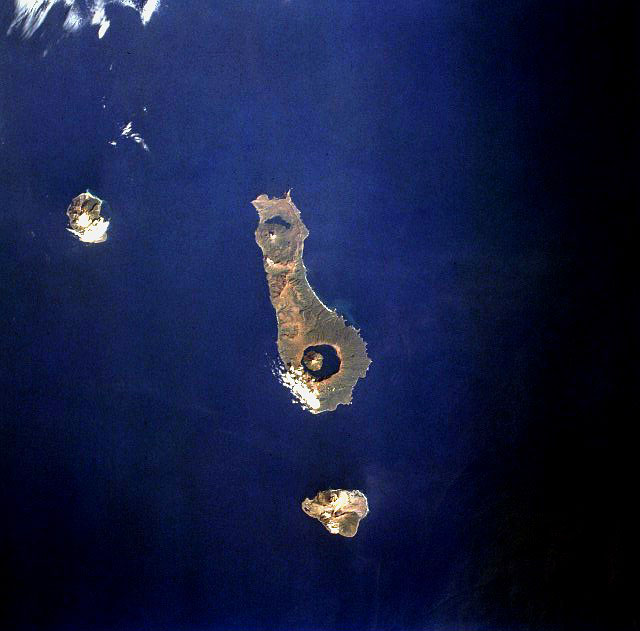
Satelitní snímek ostrova Onekotan

Onekotan (japonsky: 温禰古丹島, On'nekotan-tó; rusky: Остров Онекотан; v ainštině: Onne Kotan) je se svou rozlohou 425 km² druhý největší ostrov severní skupiny Kurilských ostrovů. Na délku měří 43 km, šířka kolísá mezi 7 a 15 km. Ostrov leží 54 km jihozápadně od Paramuširu a 15 km severovýchodně od Charimkotanu.
Na jižním konci ostrova, na vulkánu Krenicyn (1 324 m n. m. – naposledy činný v roce 1952), se nalézá kaldera Tao-Rusyr, jenž je zaplněn vodou a tvoří tak jezero Kaľcevoje (400 m n. m.) Na severním cípu ostrova se nalézá jezero Černoje, jež opět vyplňuje kráter, tentokráte vulkánu Nemo Peak (1 018 m n. m.), naposledy činného v 18. století.